# Teomática

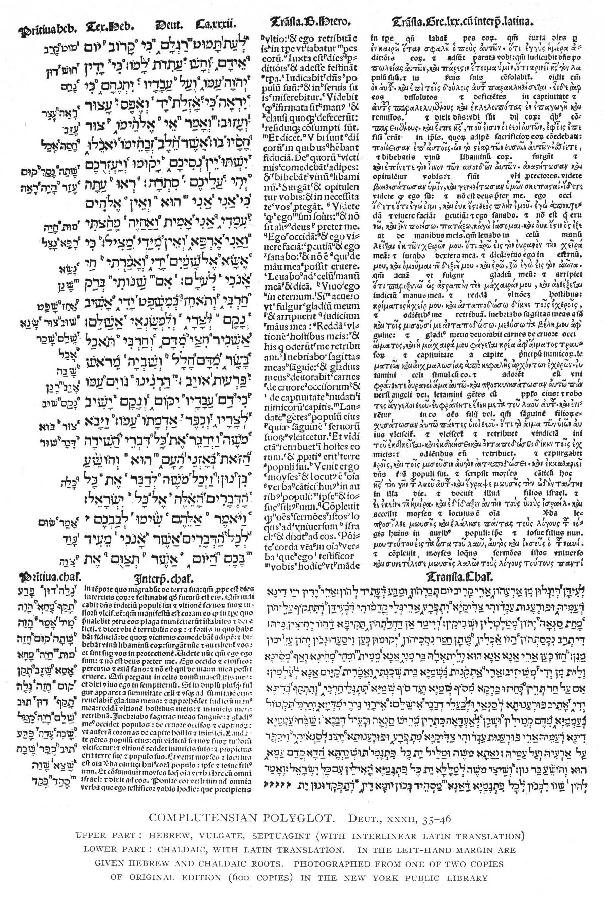
La «teomática» pretende encontrar un diseño matemático en el texto griego y hebreo de la Biblia. En la imagen, página de la Biblia políglota complutense, de 1522.

La teomática es un estudio numerológico pseudocientífico que pretende hallar mensajes ocultos en el texto hebreo (Tanaj) y griego (Septuaginta) de la Biblia, basándose en el método de la gematría y la isopsefía. Los defensores de esta técnica afirman que su supuesta existencia demuestra la intervención directa de Dios en la escritura de la Biblia, en la que introdujo un complejo diseño matemático. Sin embargo, esta teoría es objeto de controversia y no ha sido demostrada fehacientemente.

## Etimología
El término «teomática» fue inventado por Del Washburn en 1976 combinando, a modo de portmanteau, la palabra griega Θεός, Dios, con matemáticas en su libro Theomatics: God's Best Kept Secret Revealed, sus continuaciones y su página web, donde expone sus hipótesis.

## Metodología
La teomática es una técnica diferente a la usada para hallar el presunto código secreto de la Biblia, que usa una metodología de secuencias equidistantes de letras. La teomática, en cambio, aplica valores numéricos a cada una de las letras del alefato y del alfabeto
Los defensores de esta hipótesis no demostrada postulan que el análisis numérico de la Biblia revela patrones numéricos no explicables por la casualidad ni el azar.

## Controversia
Los postulados de la teomática han sido ampliamente analizados y criticados, desde el estudio publicado bajo el pseudónimo de «A. B. Leever» al de Kurt Fetterlschoss, especialista en estadística alemán, que afirmó que «las observaciones de la teomática son significativamente no aleatorios».
Este presunto descubrimiento llevó a Del Washburn a afirmar que la teomática proporcionaba «datos firmes y conclusivos». Una respuesta crítica a tal «hallazgo» fue publicada posteriormente por A. B. Leever.
En otro estudio, titulado La teomática desacreditada (Theomatics Debunked), critica las afirmaciones de Washburn desde una perspectiva atea.
La página web de Washburn dispone de una sección, «Scientific Proof» en la que contesta a todos los argumentos esgrimidos contra la teomática.
La teoría sigue siendo objeto de controversia, si bien ninguna Iglesia cristiana de envergadura la ha dado como totalmente válida. La teomática y sus posibles consecuencias sirvieron como base para el guion de la película The Omega Code (Rob Marcarelli, 1999).